# Калаг-Нешін (Марказі)
Калаг-Нешін (перс. كلاغ نشين) — село в Ірані, у дегестані Сарук, у бахші Сарук, шагрестані Фараган остану Марказі. За даними перепису 2006 року, його населення становило 304 особи, що проживали у складі 70 сімей.

## Клімат
Середня річна температура становить 12,01 °C, середня максимальна – 31,45 °C, а середня мінімальна – -10,47 °C. Середня річна кількість опадів – 269 мм.
| Клімат поселення                              | Клімат поселення | Клімат поселення | Клімат поселення | Клімат поселення | Клімат поселення | Клімат поселення | Клімат поселення | Клімат поселення | Клімат поселення | Клімат поселення | Клімат поселення | Клімат поселення | Клімат поселення |
| Показник                                      | Січ.             | Лют.             | Бер.             | Квіт.            | Трав.            | Черв.            | Лип.             | Серп.            | Вер.             | Жовт.            | Лист.            | Груд.            |                  |
| Середній максимум, °C                         | 7,16             | 9,27             | 13,80            | 19,14            | 23,65            | 30,53            | 31,45            | 30,74            | 25,98            | 20,18            | 13,04            | 7,36             |                  |
| Середня температура, °C                       | −1,66            | 0,46             | 4,98             | 10,33            | 14,83            | 21,71            | 25,56            | 24,86            | 20,10            | 14,30            | 7,17             | 1,48             |                  |
| Середній мінімум, °C                          | −10,47           | −8,35            | −3,83            | 1,52             | 6,01             | 12,90            | 19,67            | 18,96            | 14,21            | 8,40             | 1,28             | −4,41            |                  |
| Норма опадів, мм                              | 39               | 36               | 48               | 35               | 32               | 5                | 1                | 1                | 0                | 9                | 25               | 38               |                  |
| Середньомісячна швидкість вітру, м/с          | 2.01             | 2.19             | 2.68             | 2.79             | 2.77             | 2.42             | 2.46             | 2.30             | 2.20             | 2.16             | 1.80             | 1.47             |                  |
| Середньомісячна сонячна радіація, кДж/м²·день | 8971             | 12293            | 14923            | 18344            | 22218            | 26921            | 25980            | 24110            | 21066            | 15572            | 10926            | 8940             |                  |
| --------------------------------------------- | ---------------- | ---------------- | ---------------- | ---------------- | ---------------- | ---------------- | ---------------- | ---------------- | ---------------- | ---------------- | ---------------- | ---------------- | ---------------- |
| Джерело:                                      |                  |                  |                  |                  |                  |                  |                  |                  |                  |                  |                  |                  |                  |